# Euskalerriaren Alde
Euskalerriaren Alde, que llevaba el subtítulo de «revista de cultura vasca», fue una revista literaria editada en la ciudad española de San Sebastián desde 1911 hasta 1931.

## Descripción
El primer número de la publicación, que nació por encargo de la Diputación de Guipúzcoa, vio la luz en 1911. En un apartado titulado «Nuestros propósitos» y firmado por Arturo Campión, Julio de Urquijo, Domingo Aguirre y Carmelo de Echegaray, la publicación se presentó en sociedad con el objetivo de trabajar «en pró de la cultura histórica y literaria del pueblo euskaldun» y se emplazó a «seguir con toda la diligencia posible el movimiento bibliográfico tocante á la vascología en sus múltiples y diferentes ramas». Fija, además, los siguientes ámbitos de interés para la publicación:

«[...] en sus páginas, abiertas á las diversas ramas del saber humano, no se dará cabida más que á estudios relacionados con la tierra vasca, con el pueblo que la habita, con la lengua que suena en labios de este pueblo, con las transformaciones que á través de la historia han sufrido sus instituciones sociales, con los destellos que el arte dejó en las faldas de nuestras montañas y á orillas de nuestros ríos, con los rasgos folklóricos que nos indican determinadas tendencias del alma colectiva de la raza, y hasta su parentesco espiritual y sus relaciones con otras razas y otros pueblos, con los hechos heróicos y gloriosos que los hijos de Euskalerría realizaron en la sucesión de los siglos, no sólo en el recinto del patrio hogar y en el ámbito reducido del solar nativo, sino en toda la extensión de los continentes y en toda la inmensidad de los mares; con cuanto, en suma, se refiere á la lengua, á la historia, á las tradiciones, á los usos y costumbres, á la la literatura y al arte del pueblo vasco»
«Nuestros propósitos»

Entre los colaboradores que firmaron textos en la revista se cuenta, además de los impulsores, José Miguel de Barandiarán. Los últimos números de la revista fueron los de noviembre y diciembre de 1931, dedicados en su práctica totalidad a honrar la memoria de Gregorio de Múgica, impulsor de la publicación y fallecido ese año.